# 変身 (漫画)
『変身』（へんしん）は、新堂エルによる日本の成人向け漫画作品。2016年にワニマガジン社から発行され、FAKKU!から英語版が配信されている。

## 概要
エロマンガにおける定番ネタをリアリズムで描いた長編である。フランツ・カフカの『変身』からインスピレーションを得ている。
学校に通う地味な女子生徒の咲が、援助交際をしたり、薬物を摂取したり、父親の分からない子供を身籠るなどして「変身」していく過程を描いている。

## 登場人物
吉田咲（よしだ さき）
主人公。中学時代は地味な容姿で友達も出来なかった。高校に進学する際、そんな自分を変えたいと思って化粧を覚えたり髪型を変えたりしてイメチェンに成功し、高校で周囲に馴染む。しかし、ハヤトにナンパされたことがきっかけで人生が狂い出す。
ハヤト
咲をナンパした男性。それなりにハンサム。ナンパしたその日に咲と関係を持つ。
咲の母親
咲を気遣う優しい母親。
咲の父親
サラリーマン。容姿を変えた咲に驚く。

## 評価
テーマはハードコアであるものの、わいせつではないとされる。『スポーツキーダ』は、本作は社会の中で起こり得る残虐さ、無関心、非人間性を深く掘り下げており、読者に自分自身の行動と周囲に与える影響について考えるように促すと述べ、説得力のある内省的な読書体験を提供すると評した。
本作は、成人向け漫画として信長書店で年間ベスト3位となった。